# Kanton Torcy
Der Kanton Torcy ist seit 1976 ein französischer Wahlkreis im Arrondissement Torcy, im Département Seine-et-Marne und in der Region Île-de-France; sein Hauptort ist Torcy.

## Gemeinden
Der Kanton besteht aus fünf Gemeinden mit insgesamt 53.972 Einwohnern (Stand: 1. Januar 2022) auf einer Gesamtfläche von 35,92 km²:
| Gemeinde            | Einwohner 1. Januar 2022 | Fläche km² | Dichte Einw./km² | Code INSEE | Postleitzahl |
| ------------------- | ------------------------ | ---------- | ---------------- | ---------- | ------------ |
| Bussy-Saint-Georges | 26.334                   | 13,39      | 1.967            | 77058      | 77600        |
| Bussy-Saint-Martin  | 728                      | 2,64       | 276              | 77059      | 77600        |
| Collégien           | 3.332                    | 4,27       | 780              | 77121      | 77090        |
| Jossigny            | 639                      | 9,62       | 66               | 77237      | 77600        |
| Torcy               | 22.939                   | 6,00       | 3.823            | 77468      | 77200        |
| Kanton Torcy        | 53.972                   | 35,92      | 1.503            | 7722       | –            |

Bis zur Neuordnung bestand der Kanton Torcy aus den sechs Gemeinden Bussy-Saint-Georges, Bussy-Saint-Martin, Collégien, Croissy-Beaubourg, Ferrières-en-Brie und Torcy. Sein Zuschnitt entsprach einer Fläche von 44,97 km².